# 戸堂康之
戸堂 康之（とどう やすゆき、1967年 - ）は、日本の経済学者。早稲田大学教授。専門は、開発経済学、経済成長論、応用ミクロ計量経済学。特に開発途上国（東南アジア・エチオピア）における技術移転に関する経済分析で著名。スタンフォード大学Ph.D.（2000年）。大阪府生まれ。

## 略歴
1991年、東京大学教養学部教養学科アジア分科卒業。卒業後、1993年9月まで、自身が立ち上げた「むさしの受験研究会」の代表を務める。その後、アジア経済研究所開発スクールに入学し、1994年8月に修了。修了後、スタンフォード大学に移動し、1995年6月に同大学食糧研究所 (Food Research Institute)の修士課程を修了。2000年9月にスタンフォード大学経済学部博士課程を修了し、経済学のPh.D.を取得する。2000年8月から2001年6月まで、南イリノイ大学経済学部に助教授として勤務。2001年7月から2005年3月まで、東京都立大学 (1949-2011)経済学部の講師・助教授を歴任。2005年4月に青山学院大学国際政治経済学部に移動し、2007年3月まで助教授として勤務。2007年4月から2014年3月まで東京大学大学院新領域創成科学研究科国際協力学専にて助教授・教授を歴任。最後の2年間は同専攻の専攻長を務める。2014年4月より早稲田大学政治経済学術院経済学研究科教授。

### 学外の主な活動
- 日本商工会議所国際化支援特別委員会学識委員
- JICA研究所客員研究員
- 広島県経済財政会議委員
- 日本貿易振興機構運営審議会委員
- 海外産業人材育成協会業績評価委員会委員
- 内閣府「選択する未来」委員会 成長・発展ワーキング・グループ委員
- 文部科学省科学技術・学術政策研究所評価パネル委員会委員
- 経済産業省産業構造審議会通商・貿易分科会委員

## 人物
開発研究における経済学の厳密な応用・定量的研究を志向する。スタンフォード大学時代に同級生であった澤田康幸（東京大学）との親交が深い。また、自身の処女作の謝辞にて、面識のないアントニオ猪木に対し、「迷わず行けよ、行けばわかるさ」という言葉に何度も救われたと語っており、その後の著書でも猪木の名前が必ず出てくるほど敬愛している。開発途上国における技術伝播やその影響評価を専門として扱う一方、日本における経済成長の研究者としての顔も持つ。近年では、ネットワーク分析を用いた研究を好む。主な調査経験地域は、日本（東北）、中国、インドネシア、ベトナム、エチオピアなどである。

## 著書

### 単著
- 『技術伝播と経済成長－グローバル化時代の途上国経済分析－』（勁草書房, 2008年）
- 『途上国化する日本』（日本経済新聞出版社, 2010年）
- 『日本経済の底力－臥龍が目覚めるとき－』（中央公論新社, 2011年）
- 『開発経済学入門』（新生社, 2015年(初版), 2021年(2版)）
- 『なぜ「よそ者」とつながることが最強なのか』（プレジデント社, 2020年）

## 注
1. ↑  戸堂康之のウェブサイト、2015年4月30日閲覧。